# Ugi-Heck-reactie
De Ugi-Heck-reactie is een van de Ugi-reactie afgeleide multicomponentreactie, waarbij een isocyanide, een aldehyde, een aromatisch amine en een β-gehalogeneerd carbonzuurderivaat met elkaar reageren tot een intermediair, dat vervolgens een intramoleculaire Heck-reactie kan ondergaan. Hierdoor kunnen relatief complexe polycyclische verbindingen gevormd worden:
De koppelingsreactie van het aromatisch amine met het gehalogeneerd carbonzuur wordt gekatalyseerd door palladium(II)acetaat.